# Big Girls
Big Girls — ограниченная серия комиксов, состоящая из 6 выпусков, которую в 2020—2021 годах издавала компания Image Comics.

## Синопсис
Девушки гигантских размеров защищают мир от монстров.

### Выпуски
| № | Дата выхода      | Оценка на Comic Book Roundup   | Предполагаемый объём продаж (первый месяц)          |
| - | ---------------- | ------------------------------ | --------------------------------------------------- |
| 1 | 12 августа 2020  | 8 из 10 на основе 17 рецензий  | н/д                                                 |
| 2 | 16 сентября 2020 | 8,7 из 10 на основе 8 рецензий | от 6 200 до 7 800, позиция в Северной Америке — 210 |
| 3 | 21 октября 2020  | 8,7 из 10 на основе 6 рецензий | от 5 600 до 6 800, позиция в Северной Америке — 227 |
| 4 | 18 ноября 2020   | 9 из 10 на основе 5 рецензий   | н/д                                                 |
| 5 | 16 декабря 2020  | 8,8 из 10 на основе 4 рецензий | н/д                                                 |
| 6 | 13 января 2021   | 9,1 из 10 на основе 4 рецензий | н/д                                                 |

### Сборники
| Название          | Тип            | Дата выхода   | Собранный материал | Кол-во страниц | ISBN                      |
| ----------------- | -------------- | ------------- | ------------------ | -------------- | ------------------------- |
| Big Girls, Vol. 1 | Мягкая обложка | 24 марта 2021 | Big Girls #1-6     | 144            | 9781534318397, 1534318399 |

## Отзывы
На сайте Comic Book Roundup серия имеет оценку 8,7 из 10 на основе 44 рецензий. Сэм Стоун из Comic Book Resources, обозревая дебют, в целом положительно отнёсся к нему. Спенсер Перри из ComicBook.com, рассматривая первый выпуск, писал, что «избиение монстров может быть лишь одним из аспектов общей привлекательности Big Girls, но это основная причина, по которой комикс выглядит так великолепно». Тео Двайер из Bleeding Cool отмечал, что «Big Girls #1 представляет концепцию плавно, лаконично и изящно, очень быстро передавая читателю всю информацию, которую ему нужно знать». Его коллега Ганнибал Табу, обозревая дебют, похвалил Джейсона Говарда. Рецензируя последний выпуск, критик также восхищался его трудом.